# Szrpci
Szrpci (macedónul: Српци) település Észak-Macedóniában, a Pelagonijai körzet Bitolai járásában.

## Népesség
| Lakosok száma | 634  | 650  | 548  | 497  | 547  | 179  | 111  | 65   | 45   |
|               | 1948 | 1953 | 1961 | 1971 | 1981 | 1991 | 1994 | 2002 | 2021 |

2002-ben 65 lakosa volt, akik mindannyian macedónok.

## Srpci község kiemelkedő emberei
Omraam Mikhaël Aïvanhov, az Ivanovi családból származik, az író, Tode Goreski közeli hozzátartozója.

## Fotógalériája

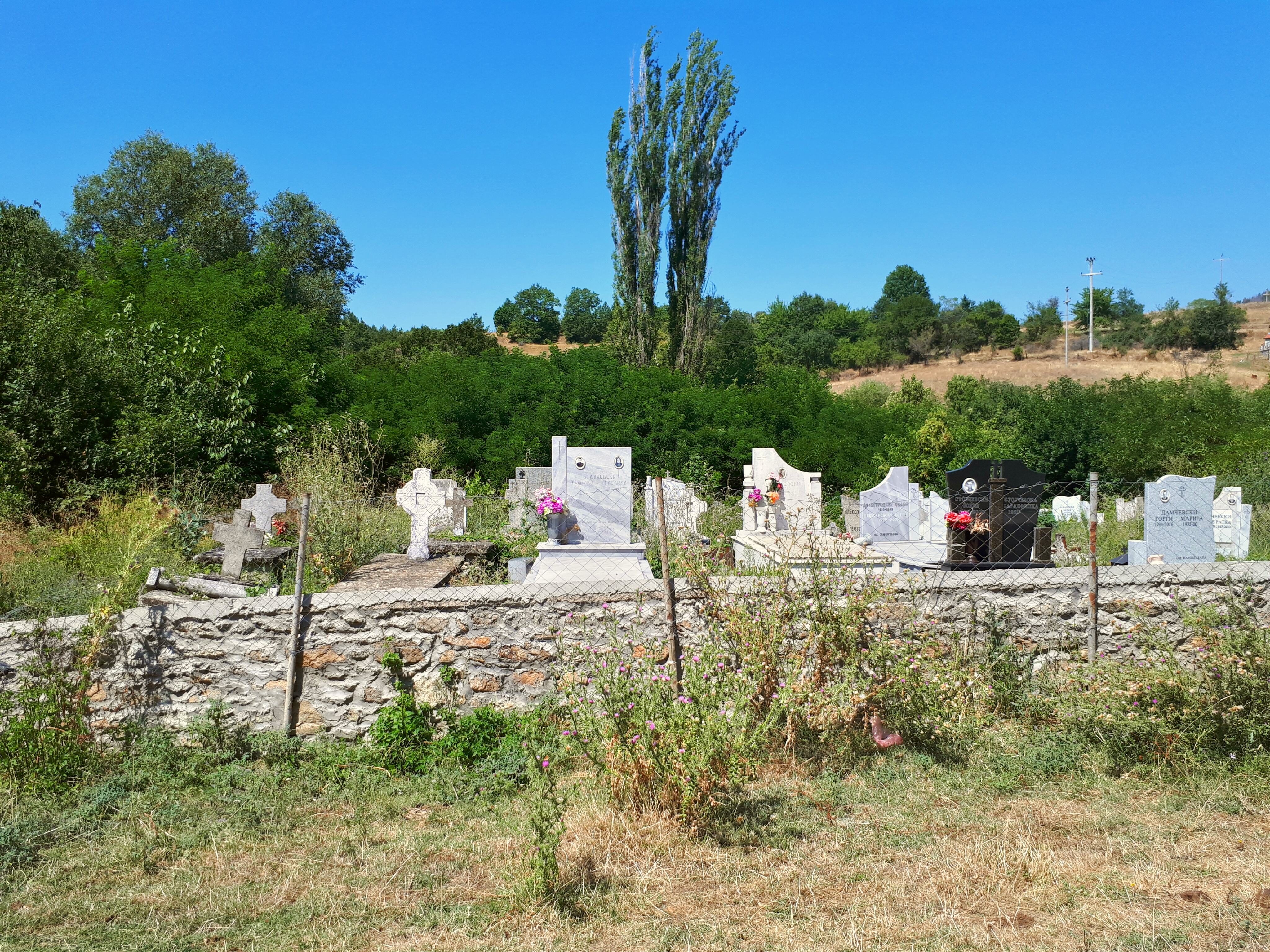
A falusi temető
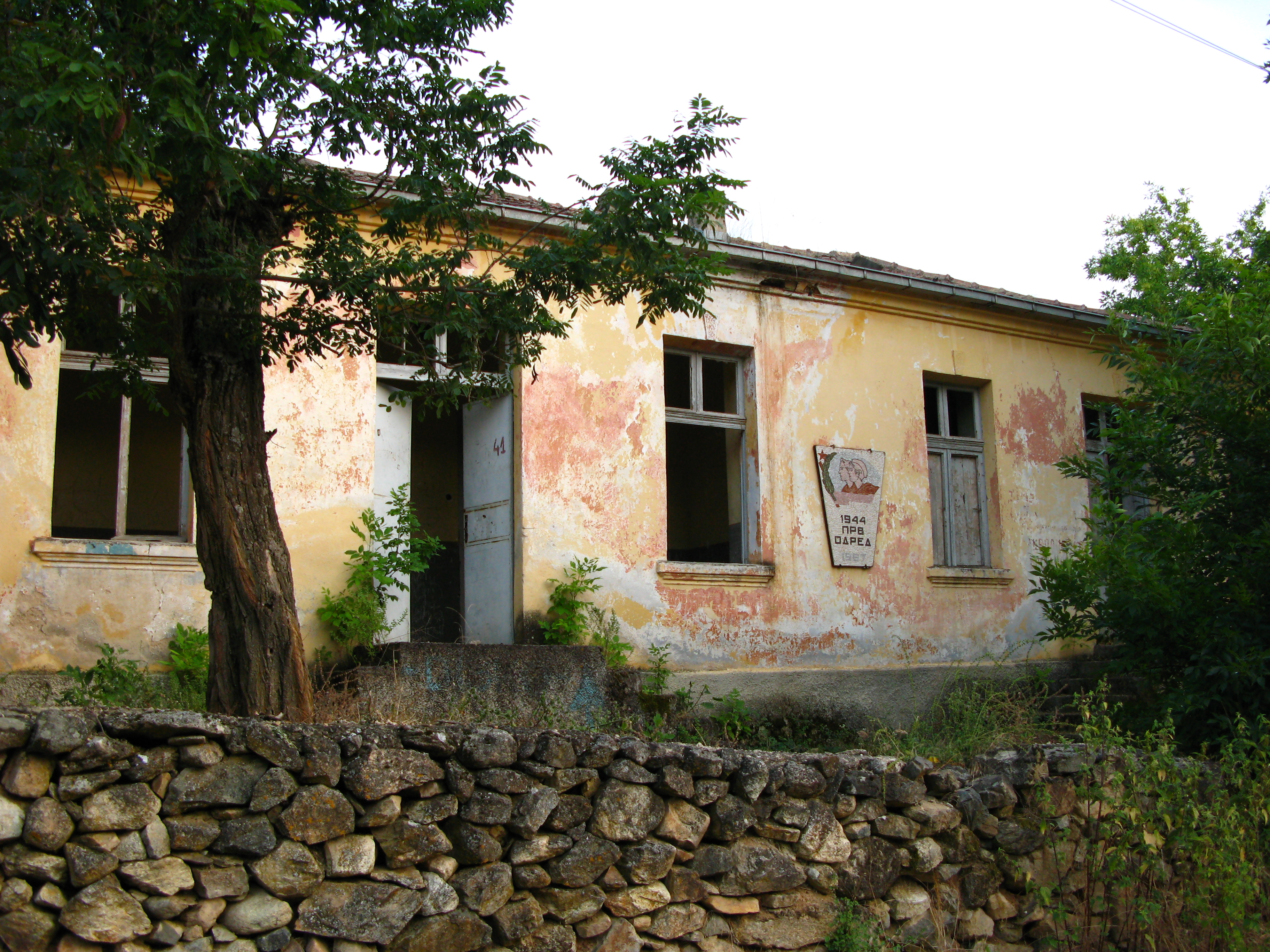
Régi általános iskola
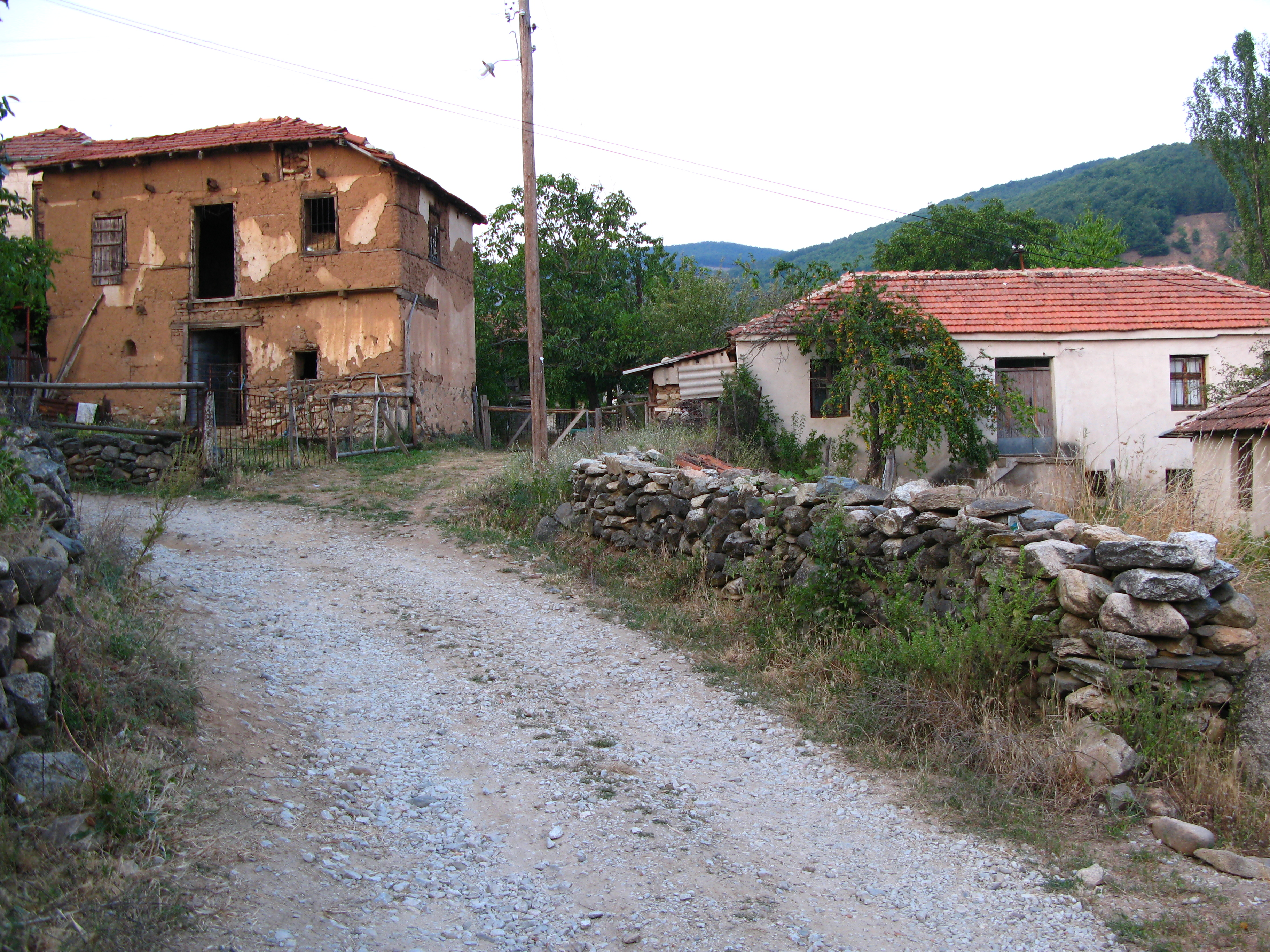
Régi házak